# Насьональ (станция метро, Париж)
Насьональ (фр. Nationale) — станция линии 6 Парижского метрополитена, расположенная в XIII округе Парижа. Названа по рю Насьональ, получившей своё название в честь Национальной гвардии Франции.

## История
- Станция открылась 1 марта 1909 года в составе оригинального участка линии 6 (Пляс д’Итали — Насьон), в то время как остальная часть нынешней линии вошла в её состав лишь в 1942 году.
- Пассажиропоток по станции по входу в 2011 году, по данным RATP, составил 2 626 967 человек[2]. В 2013 году этот показатель вырос до 2 710 907 пассажиров (200 место по уровню пассажиропотока в Парижском метро)[3].

## Конструкция и оформление
Станция построена по проекту надземной крытой станции, аналогичному большинству надземных станций на этой линии 6 (кроме Пасси, Сен-Жака и Бель-Эр, расположенных непосредственно на поверхности земли). Оформление навеса сходно с тем, что использовался на надземных станциях линии 2, однако проект, использовавшийся на линии 6, отличается наличием общей крыши, накрывающей весь станционный комплекс.

## Галерея

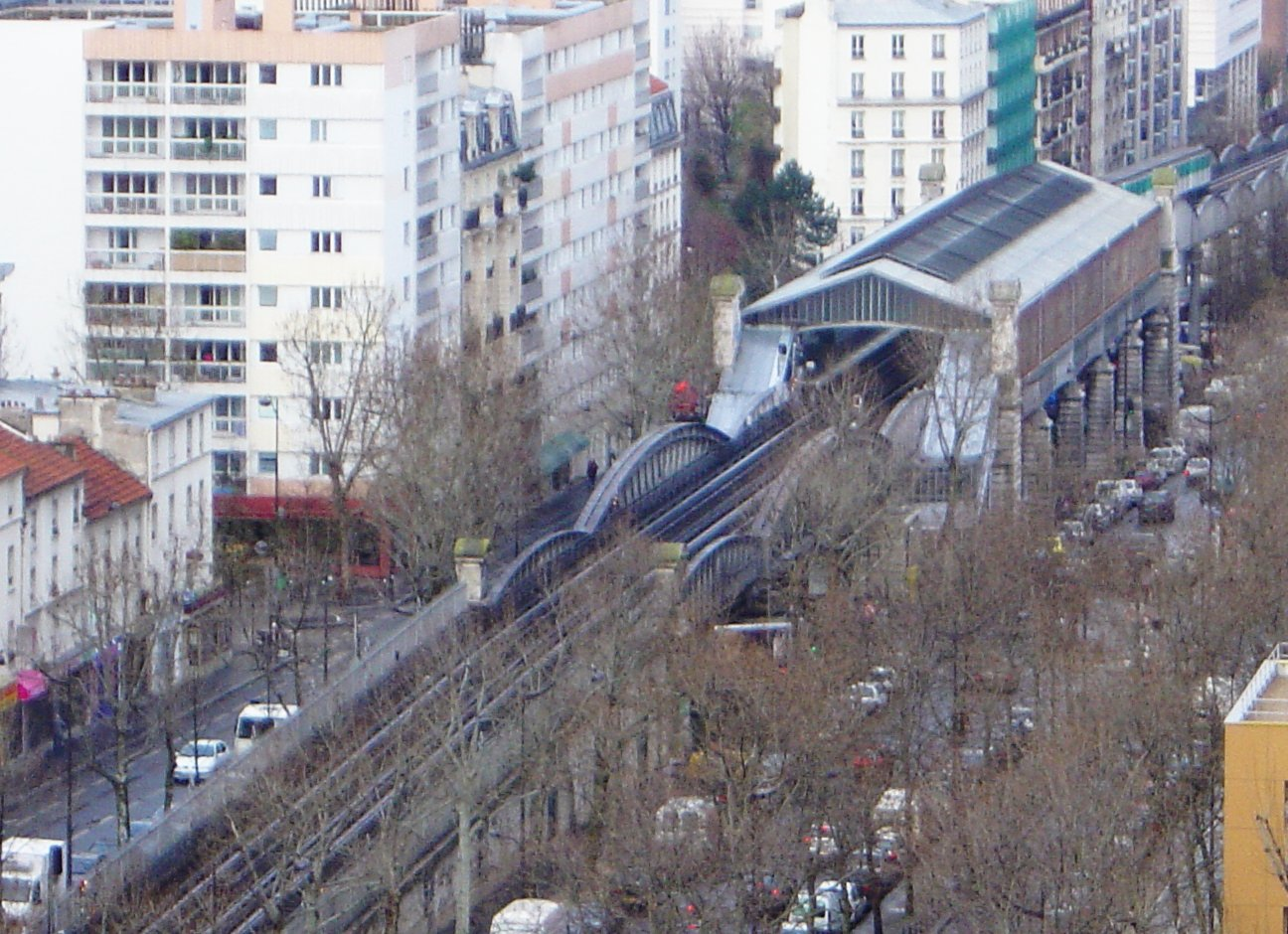
Вид на станцию с высоты птичьего полёта